# The Celebrity Apprentice
The Celebrity Apprentice (Ngôi sao tập sự) là một trò chơi truyền hình thực tế Mỹ. Chương trình là một biến thể của The Apprentice, trò chơi truyền hình từng được dẫn bởi ông trùm bất động sản, doanh nhân và ngôi sao truyền hình Donald Trump. Cũng giống như phiên bản chính, nhạc hiệu mở màn của The Celebrity Apprentice là "For the love of money" (Vì tình yêu đồng tiền) thể hiện bởi The O'Jays. Tuy nhiên, khác với bản gốc, Celebrity Apprentice có sự tham gia của những người nổi tiếng với vai trò ứng viên tập sự thay vì người bình thường. Chương trình có cả những nhân vật đang nổi tiếng và những người nổi tiếng không xuất hiện trước công chúng trong một thời gian dài. Các ứng viên tham gia thi tài để giành lấy tiền thưởng cho một quỹ từ thiện mà họ chọn. Những người nổi tiếng trong chương trình hoạt động trong rất nhiều lĩnh vực: phim truyền hình hài, thể thao, âm nhạc, truyền hình thực tế, phát thành và nhiều lĩnh vực khác.
Các mùa của The Celebrity Apprentice nằm xem kẽ các mùa của phiên bản gốc The Apprentice, bao gồm mùa thứ nhất tới mùa thứ sáu và mùa 10. The Celebrity Apprentice được phát sóng vào các mùa từ bảy đến chín và từ mùa 11 trở đi.
Mùa thứ bảy (mùa 14 nếu tính cả hai bản) được phát sóng bắt đầu từ Chủ Nhật, ngày 4 tháng 1 năm 2015.

## Lịch sử
Ngày 6 tháng 6 năm 2007, báo chí đưa tin The Apprentice đã được ký hợp đồng cho mùa thứ bảy và có khả năng sẽ có mùa thứ tám. Trong một nỗ lực nhằm khơi dậy lại sự quan tâm của khán giả cho chương trình, mùa thứ bảy có sự tham gia của người nổi tiếng thi tài với nhau để quyên tiền cho quỹ từ thiện của họ. Chương trình được đặt tên The Celebrity Apprentice để tiếp tục kế thừa kịch bản của The Apprentice. Biên tập viên báo lá cải người Anh Piers Morgan là người chiến thắng mùa đó. Ngày 28 tháng 1 năm 2008, NBC xác nhận rằng kịch bản mùa thứ tám cũng tương tự, và kết quả là danh hài Joan Rivers đã giành chiến thắng.
Mùa thứ ba của The Celebrity Apprentice được phát sóng vào mùa xuân năm 2010 và người chiến thắng là Bret Michaels.
Ngày 17 tháng 3 năm 2010, NBC chính thức tuyên bố rằng một mùa mới của phiên bản Apprentice gốc sẽ lại được sản xuất, bằng việc giải thích rằng dân văn phòng bình thường sẽ lại thu hút được sự chú ý của khán giả trong bối cảnh nền kinh tế Mỹ đang ảm đạm. Chương trình sau đó được lên sóng ngày 16 tháng 9 năm 2010. Tỉ lệ người xem lần đó xuống thấp nên cả Trump và nhà sản xuất Mark Burnett đều đồng ý quay lại với phiên bản "Người nổi tiếng", mà sau đó đã chứng kiến John Rich là người thắng cuộc ở mùa thứ tư. Trong mùa thứ năm, MC của chương trình trò chuyện buổi tối Arsenio Hall thắng cuộc. Trong mùa thứ sáu, mùa đặc biệt đầu tiên được sản xuất, với sự góp mặt của 14 trong số những người nổi tiếng được hâm mộ nhất nhằm cạnh tranh cho danh hiệu All-star Celebrity Apprentice, mà sau đó ca sĩ nhạc đồng quê Trace Adkins chiến thắng. Trong mùa thứ bảy, Donald Trump đưa chương trình về lại phiên bản Celebrity Apprentice bình thường, và người thắng cuộc là biên tập viên truyền hình và MC chương trình trò chuyện Leeza Gibbons.
Tháng 6 năm 2015, sau khi Trump đưa ra những bình luận mà nhiều người cho là có tính xúc phạm về vấn đề người nhập cư bất hợp pháp ở Mexico, NBC tuyên bố rằng họ không còn làm việc với ông nữa. Tháng 9 năm 2015, nhà đài thông báo rằng cựu Thống đốc bang California Arnold Schwarzenegger sẽ là MC mới và mùa tiếp theo sẽ lên sóng trong khoảng năm 2016-2017.

## Danh sách các mùa
Được xem như là phần tiếp nối của phiên bản The Apprentice Mỹ, các mùa của Celebrity Apprentice được đánh số nối tiếp các mùa của phiên bản gốc. Cho tới năm 2015, đã có bảy mùa Celebrity Apprentice được lên sóng (mùa 10 không phải là phiên bản người nổi tiếng):
- The Apprentice (phiên bản Mỹ mùa 7), lên sóng Tháng 1 – Tháng 3 năm 2008
- The Apprentice (phiên bản Mỹ mùa 8), lên sóng Tháng 3 – Tháng 5 năm 2009
- The Apprentice (phiên bản Mỹ mùa 9), lên sóng Tháng 3 – Tháng 5 năm 2010
- The Apprentice (phiên bản Mỹ mùa 11), lên sóng Tháng 3 – Tháng 5 năm 2011
- The Apprentice (phiên bản Mỹ mùa 12), lên sóng Tháng 2 – Tháng 5 năm  2012
- The Apprentice (phiên bản Mỹ mùa 13), lên sóng Tháng 3 – Tháng 5 năm 2013
- The Apprentice (phiên bản Mỹ mùa 14), lên sóng  Tháng 1 – Tháng 2 năm 2015
- The Apprentice (phiên bản Mỹ mùa 15), lên sóng khoảng giữa 2016–2017

## Số liệu từng mùa
Chú ý: Do chương trình là phần tiếp nối của một chương trình truyền hình, bảng "số liệu từng mùa" dưới đây là sự tiếp nối bảng "số liệu từng mùa" từ phiên bản gốc (The Apprentice). Cũng chú ý thêm là mùa 10 không có trong bảng vì chương trình quay trở lại phiên bản gốc trong mùa đó.
| Mùa | Người thắng cuộc | Quỹ từ thiện của người thắng cuộc     | Khung giờ      | Ngày lên sóng            | Ngày kết thúc            | Mùa truyền hình | Xếp hạng | Số người xem (triệu người) | Số người xem tập cuối (triệu người) |
| --- | ---------------- | ------------------------------------- | -------------- | ------------------------ | ------------------------ | --------------- | -------- | -------------------------- | ----------------------------------- |
| 7   | Pier Morgan      | Intrepid Fallen Heroes Fund           | 21:00 Thứ năm  | Ngày 3 tháng 1 năm 2008  | Ngày 27 tháng 3 năm 2008 | 2007–2008       | 48       | 11,0                       | 12,1                                |
| 8   | Joan Rivers      | God's Love We Deliver                 | 21:00 Chủ nhật | Ngày 1 tháng 3 năm 2009  | Ngày 10 tháng 5 năm 2009 | 2008–2009       | 52       | 9,0                        | 8,7                                 |
| 9   | Bret Michaels    | American Diabetes Association         | 21:00 Chủ nhật | Ngày 14 tháng 3 năm 2010 | Ngày 23 tháng 5 năm 2010 | 2009–2010       | 59       | 7,4                        | 9,3                                 |
| 11  | John Rich        | St. Jude Children's Research Hospital | 21:00 Chủ nhật | Ngày 6 tháng 3 năm 2011  | Ngày 22 tháng 5 năm 2011 | 2010–2011       | 46       | 8,8                        | 8,3                                 |
| 12  | Arsenio Hall     | Magic Johnson Foundation              | 21:00 Chủ nhật | Ngày 19 tháng 2 năm 2012 | Ngày 20 tháng 5 năm 2012 | 2011–12         | 73       | 7,1                        | 6,9                                 |
| 13  | Trace Adkins     | Hội Chữ thập đỏ Mỹ                    | 21:00 Chủ nhật | Ngày 3 tháng 3 năm 2013  | Ngày 19 tháng 5 năm 2013 | 2012–13         | 84       | 5,6                        | 5,3                                 |
| 14  | Leeza Gibbons    | Leeza's Care Connection               | 20:00 Thứ hai  | Ngày 4 tháng 1 năm 2015  | Ngày 16 tháng 2 năm 2015 | 2014–15         | 67       | 7,6                        | 6,1                                 |

## Ứng viên của từng mùa

### Celebrity Apprentice 1 (mùa 7)
- Trace Adkins
- Carol Alt
- Stephen Baldwin
- Nadia Comaneci
- Tiffany Fallon
- Jennie Finch
- Nely Galán
- Marilu Henner
- Lennox Lewis
- Piers Morgan
- Tito Ortiz
- Omarosa
- Vincent Pastore
- Gene Simmons

### Celebrity Apprentice 2(mùa 8)
- Clint Black
- Andrew Dice Clay
- Annie Duke
- Tom Green
- Natalie Gulbis
- Scott Hamilton
- Jesse James
- Claudia Jordan
- Khloé Kardashian
- Brian McKnight
- Joan Rivers
- Melissa Rivers
- Brande Roderick
- Dennis Rodman
- Herschel Walker
- Tionne "T-Boz" Watkins

### Celebrity Apprentice 3(mùa 9)
- Rod Blagojevich
- Selita Ebanks
- Bill Goldberg
- Michael Johnson
- Maria Kanellis
- Cyndi Lauper
- Carol Leifer
- Bret Michaels
- Sharon Osbourne
- Holly Robinson Peete
- Summer Sanders
- Sinbad
- Curtis Stone
- Darryl Strawberry

### Celebrity Apprentice 4(mùa 11)
- Gary Busey
- Jose Canseco
- David Cassidy
- Hope Dworaczyk
- Richard Hatch
- La Toya Jackson
- Star Jones
- NeNe Leakes
- Lil Jon
- Marlee Matlin
- Mark McGrath
- Meat Loaf
- John Rich
- Lisa Rinna
- Niki Taylor
- Dionne Warwick

### Celebrity Apprentice 5(mùa 12)
- Clay Aiken
- Michael Andretti
- Adam Carolla
- Tia Carrere
- Lou Ferrigno
- Debbie Gibson
- Teresa Giudice
- Victoria Gotti
- Arsenio Hall
- Penn Jillette
- Lisa Lampanelli
- Dayana Mendoza
- Aubrey O'Day
- Dee Snider
- George Takei
- Paul Teutul, Sr.
- Cheryl Tiegs
- Patricia Velásquez

### Celebrity Apprentice 6(mùa 13)
- Trace Adkins
- Stephen Baldwin
- Gary Busey
- Marilu Henner
- La Toya Jackson
- Penn Jillette
- Claudia Jordan
- Lil Jon
- Bret Michaels
- Omarosa
- Lisa Rinna
- Brande Roderick
- Dennis Rodman
- Dee Snider

### Celebrity Apprentice 7(mùa 14)
- Jamie Anderson
- Johnny Damon
- Vivica A. Fox
- Keshia Knight Pulliam
- Leeza Gibbons
- Brandi Glanville
- Kate Gosselin
- Gilbert Gottfried
- Sig Hansen
- Kevin Jonas
- Shawn Johnson
- Lorenzo Lamas
- Terrell Owens
- Kenya Moore
- Geraldo Rivera
- Ian Ziering

### Celebrity Apprentice 8(mùa 15)
- Laila Ali
- Brooke Burke-Charvet
- Eric Dickerson
- Boy George
- Matt Iseman
- Carrie Keagan
- Carson Kressley
- Lisa Leslie
- Jon Lovitz
- Vince Neil
- Nicole "Snooki" Polizzi
- Kyle Richards
- Chael Sonnen
- Porsha Williams
- Ricky Williams
- Carnie Wilson[16]

## Các chương trình tương tự ở quốc gia khác
- The Celebrity Apprentice Australia
- Celebrity Apprentice Ireland
- Comic Relief Does The Apprentice (Anh)
- Sport Relief Does The Apprentice (Anh)